# Alessandro Corona
Alessandro Corona (* 9. Januar 1972 in Ortona) ist ein italienischer Ruderer, der vier Weltmeistertitel im Doppelvierer gewinnen konnte.

## Leben
Bei den Junioren-Weltmeisterschaften 1989 belegte Corona mit dem italienischen Doppelvierer den sechsten Platz. Im Jahr darauf siegte er mit Rossano Galtarossa im Doppelzweier. Bei den Weltmeisterschaften ohne Altersbeschränkung gewann Corona im gleichen Jahr die Bronzemedaille im Doppelvierer. Im nächsten Jahr verbesserte sich der italienische Vierer bei den Weltmeisterschaften 1991 auf den zweiten Platz hinter den sowjetischen Titelverteidigern. 1992 erhielt der italienische Doppelvierer die olympische Bronzemedaille hinter den Booten aus Deutschland und aus Norwegen. 
1993 siegte bei den Weltmeisterschaften der deutsche Doppelvierer vor den Ukrainern und den Italienern. Von 1994 bis 1998 gewann der italienische Doppelvierer mit Corona viermal in Folge den Weltmeistertitel, belegte aber bei den Olympischen Spielen 1996 nur den vierten Platz. Bei den Weltmeisterschaften 1999 verpasste das Boot das Finale und siegte dann im B-Lauf. In Sydney bei den Olympischen Spielen 2000 ruderte Corona im italienischen Achter auf den vierten Platz. Nach drei Jahren Pause kehrte Corona für die Olympischen Spiele 2004 noch einmal zurück in den Doppelvierer, der den zehnten Platz belegte.

## Erfolge

### Olympische Spiele
- 1992: Bronze im Doppelvierer mit Filippo Soffici, Rossano Galtarossa, Gianluca Farina, Alessandro Corona
- 1996: Platz 4 im Doppelvierer mit Massimo Paradiso, Alessio Sartori, Rossano Galtarossa, Alessandro Corona
- 2000: Platz 4 im Achter

### Weltmeisterschaften
- 1990: Bronze im Doppelvierer mit Massimo Paradiso, Filippo Soffici, Gianluca Farina, Alessandro Corona
- 1991: Silber im Doppelvierer mit Gianluca Farina, Massimo Paradiso, Filippo Soffici, Alessandro Corona
- 1993: Bronze im Doppelvierer mit Gianluca Farina, Massimo Paradiso, Rossano Galtarossa, Alessandro Corona
- 1994: Gold im Doppelvierer mit Massimo Paradiso, Alessio Sartori, Rossano Galtarossa, Alessandro Corona
- 1995: Gold im Doppelvierer mit Massimo Paradiso, Alessandro Corona, Rossano Galtarossa, Alessio Sartori
- 1997: Gold im Doppelvierer mit Giovanni Calabrese, Rossano Galtarossa, Agostino Abbagnale, Alessandro Corona
- 1998: Gold im Doppelvierer mit Alessio Sartori, Rossano Galtarossa, Agostino Abbagnale, Alessandro Corona
- 1999: Platz 7 im Doppelvierer mit Rossano Galtarossa, Alessio Sartori, Agostino Abbagnale, Alessandro Corona